# Diário da Manhã (TVI)
O Diário da Manhã é um programa informativo matutino da TVI. Atualmente, de segunda a sexta-feira, é transmitido entre as 6h15 e as 9h55 com apresentação dos jornalistas Pedro Carvalhas e Daniela Rodrigues.Ao fim de semana foi apresentado alternadamente por um jornalista da TVI até junho de 2024. A partir de junho de 2024,  
o informativo passou a ser emitido num horário alargado ao sábado com apresentação dos jornalistas Diana Bouça-Nova, Francisco David Ferreira ou Estela Machado. Ao domingo continuou a ser apresentado alternadamente por um jornalista da TVI. Desta forma, atualmente a emissão ao fim de semana decorre entre as 7h e as 9h ao sábado e entre as 6h45 e as 7h ao domingo.
Durante o programa, para além de toda a informação nacional, internacional, política, cultural, mundial, social e desportiva, é frequente a atualização do estado do trânsito nas cidades de Lisboa e Porto, assim como da meteorologia para todos os distritos do país e de ligações em direto ao exterior. É frequente também a presença de convidados em estúdio para debater alguns assuntos específicos. Desde 2021, com o fim da TVI24, passa a ser exclusivamente transmitido na TVI.

## História
2003
No dia 27 de outubro, estreia o Diário da Manhã, com apresentação de Henrique Garcia e Júlia Pinheiro. Isto ocorre depois de os concorrentes (SIC e RTP) já terem formatos semelhantes no mesmo horário, com a Edição da Manhã, da SIC Notícias e o Bom Dia Portugal, da RTP1.
2004
Em setembro, a TVI troca de apresentadores: saem Henrique Garcia  para assumir o Jornal da Uma, e Júlia Pinheiro. Entram o Rui Pedro Baptista e Leonor Poeiras.
2005
A TVI volta a mudar novamente de apresentadores: entram José Carlos Araújo, Susana Bento Ramos e Susana Bacelar para conduzir o programa em que as duas jornalistas rodavam semanalmente na condução do jornal matutino.
2006
Neste ano, entrava Rute Cruz e saía Susana Bacelar mas o resto do painel mantinha-se no programa.
2009
Após a saída de José Carlos Araújo para a TVI24, da saída de Susana Bento Ramos e do falecimento de Rute Cruz (em 2008), devido a doença, a TVI contrata Ana Guedes Rodrigues ao Porto Canal e aposta na apresentação singular, ao invés do que era habitual. Ana Guedes Rodrigues sai do programa para a abraçar um novo projecto na TVI e é substituída por Rita Rodrigues.
2010
Rita Rodrigues abandona a condução do programa devido a gravidez e a TVI aposta no regresso à antena de José Manuel Santos e na jornalista Patrícia Matos, em rotatividade semanal.
2011
Neste ano, a TVI reformulou o espaço informativo da manhã e voltou apostar numa dupla de apresentadores, para conduzir o programa simultaneamente: Patrícia Matos e Frederico Mendes Oliveira (vindo da TVI24, para substituir José Manuel Santos que passou a desempenhar o lugar de editor do Diário da Manhã).
2012
No dia 9 de janeiro, Ana Sofia Cardoso ocupa o lugar de Patrícia Matos e faz dupla com Frederico Mendes Oliveira.
2015
O informativo passa a ser transmitido dos estúdios da TVI24 e a sua emissão termina mais cedo na TVI, para a transmissão do programa de astrologia e tarologia Cartas da Alma. Em meados de julho de 2015, com o fim do breve Cartas da Alma, o Diário de Manhã voltou a ser exibido no centro de notícias da TVI e a ter na sua íntegra a exibição no canal generalista, com a apresentação de Patrícia Matos.
2020
Com o fim da repetição da 7ª série de Morangos Com Açúcar em edição especial, a 26 de setembro o Diário da Manhã passa a ser emitido também ao fim de semana, entre as 7h45 e as 10h (ou seja começando uma hora e quinze minutos mais tarde que a edição emitida aos dias úteis), concorrendo com a edição de fim de semana do Bom Dia Portugal.
2021
Com a estreia do novo programa Esta Manhã, o Diário da Manhã vê a sua emissão reduzida a meia hora na TVI e uma hora na TVI24 de segunda a sexta e a uma hora e 15 minutos na TVI ao sábado. A edição de fim de semana mantém-se entre as 7:45 e as 10h na TVI24 e ao domingo em ambos os canais (na TVI24 prolonga-se por mais 35 minutos neste dia, em relação à missão no canal generalista). Com o fim da TVI24, o programa passa a ser emitido exclusivamente pela TVI.
2023
O habitual jornal, dos dias úteis passa a ter início 15 minutos mais cedo, às 6ː15. Aos sábados, é emitido entre as 6ː05 e as 6ː30 e aos domingos entre as 6ː15 e as 6ː45.
2024
Em março, passou a ser exibido de segunda a sexta feira entre as 6:15 e as 9:55 substituindo o programa Esta Manhã que terminou após três anos no ar. Nesta nova versão do jornal, os apresentadores são durante a semana os jornalistas Pedro Carvalhas e Daniela Rodrigues.
A partir do mês de junho, o informativo passou a ser exibido aos fins de semana num horário alargado (entre as 7h e as 10h/ 9h (a partir de novembro de 2024) ao sábado e entre as 6h45 e as 7h ao domingo) com apresentação ao sábado da jornalista Diana Bouça-Nova ou pela jornalista Conceição Queiroz e alternadamente por um jornalista da TVI ao domingo.